# مسکن در ایران
وضعیت مسکن از موضوعات چالش‌برانگیز دهه‌های اخیر در ایران بوده‌است به‌طوری‌که امروزه خرید و حتی اجاره مسکن برای بسیاری از اقشار جامعه به معضلی سخت تبدیل شده‌است. یه گزارش روزنامه تجارت روند رو به رشد جمعیت کشور در چند دهه اخیر و جا به جایی‌های گسترده آن و سیاست‌هایی که در پی رشد و توسعه کشور اتخاذ شد، مشکلاتی در زمینه مسکن به وجود آورد که از آن با عنوان بحران مسکن یاد می‌شود.

## پس از انقلاب ۱۳۵۷
مسکن در سال‌های پایانی حکومت پهلوی در بدترین شرایط کیفی و کمی بود، چنانکه بر اساس آمارها، از مجموع ۳۳ میلیون و ۷۴۷ هزار نفر جمیعت کشور در سرشماری سال ۱۳۵۵ تعداد یک‌میلیون و ۷۷هزار نفر در کپر زندگی می‌کردند.همچنین از مجموع شش میلیون و هفت‌صد هزار خانوار سرشماری شده در کل کشور، بیش از یک‌میلیون و نه‌صد هزار خانوار در واحدهای مسکونی زندگی می‌کردند که تنها یک اتاق داشت که حکایت از فقر سکونتی داشت.در ایران برنامه ریزی مسکن به دو دوره قبل از انقلاب اسلامی و بعد از انقلاب اسلامی تقسیم می شود. در دوره اول، مسکن در برنامه های عمرانی ارائه شده قبل از انقلاب اسلامی به طور جدی دنبال نمی شد. این برنامه های توسعه عمدتاً مقطعی بودند. پس از انقلاب اسلامی به دلیل اتفاقاتی مانند ورود ایران به روابط جهانی، گستردگی صنعت مونتاژ، اصلاحات ارضی و فروپاشی روابط سنتی شهر و روستا، مهاجرت روستاییان به شهرها به شدت افزایش یافت و موجب رشد شد.در ابتدای پیروزی  انقلاب به ازای هر ۱۲۷ خانوار ۱۰۰ واحد مسکونی وجود داشت که با  تلاش‌هایی از سوی دولت‌ها برای خانه‌دار کردن مردم این رقم  پیشرفت چشمگیری داشت ، در ازای حدود هر ۱۰۶ خانوار ۱۰۰ واحد مسکونی .طبق اصل سی و یک قانون اساسی جمهوری اسلامی ایران دسترسی به مسکن مناسب حق هر خانواده ایرانی محسوب شده است  و جزء وظایف حاکمیت محسوب میشود. که این قوانین نشان دهنده توجه به حقوق اجتماعی ملت و وظیفه تامین آن توسط دولت در چارچوب حق شهروندی است.

### تا دهه ۸۰
دولت‌های وقت در ایران از سال ۶۸ تا کنون، ۷ کارنامه کاملا متفاوت، با دوره‌های زمانی ۴ ساله، در «بازار مسکن» به ثبت رسانده‌اند که بیلان هرکدام از آنها، به رکوردهای معناداری در متغیرهای ملکی منجر شده است. بررسی‌ها درباره وضعیت بازار مسکن در دولت‌های «سازندگی»، «اصلاحات»، «مهرورز» و «تدبیر و امید» حاکی است که در هر یک از این دوره‌ها، به دلیل سیاست‌گذاری‌های جداگانه و مستقل از قبل در حوزه اقتصاد مسکن دچار فراز و نشیب‌‌ های متعدد شده است.به طور کلی در بازار مسکن ایران با 4 جهش قیمت در سال‌های ۱۳۶۸، ۱۳۸۶، ۱۳۹۱ و ۱۳۹۷ مواجه بودیم.طبق داده های مرکز آمار ایران که در گزارشی در خبرگزاری دانشجویان ایران در 19 خرداد سال 92 با کد خبر 92031910127 منتشر شده است نشان می دهد که قیمت خانه در بازار مسکن تهران ارقام نجومی نداشته است و این روند از اواسط دهه 80 و دولت اول محمود احمدی نژاد به سمت میلیونی شدن مسکن حرکت کرد. از جمله طرح های ناموفق دولت ، طرح ساخت ۲ میلیون و ۲۰۰ هزار واحد مسکن مهر که با مداخله مستقیم دولت، کلید خورد و طبق ادعای کارشناسان، قرار بود سالیانه یک میلیون واحد بسازد اما پس از شش سال تنها موفق به تحویل ۶۹۰ هزار واحد مسکونی شد و از سوی دیگر تزریق بیش از ۴۲ هزار میلیارد تومان پول بدون پشتوانه برای اجرای این طرح، تورم ۴۰.۴ درصد را در عملکرد هشت ساله آن دولت به ثبت رساند. مسکن مهر قرار بود به کاهش قیمت خانه در کلان‌شهرها کمک کند، اما از سال ۱۳۸۶ که این طرح کلید زده شد تا دی‌ماه ۱۳۹۷ قیمت مسکن در تهران ۸۷۸ درصد معادل ۹.۷ برابر افزایش یافته است.با این حال در نظر داشته باشیم با نگاهی به آمارهای رشد اقتصادی کشورمان و رشد و توسعه شهرها و روستاها در برهه‌های قبل و بعد از پیروزی انقلاب اسلامی ایران به خوبی خواهیم دید که تحولات حوزه مسکن و شهرسازی و اقتصاد و پیشرفت‌ها، بسیار چشمگیر و قابل توجه و تحسین است. 

### دولت احمدی‌نژاد
بر اساس مرکز آمار ایران، در خلال سال‌های ۱۳۸۴ تا ۱۳۹۱ متوسط قیمت هر مترمربع زیربنای مسکونی در تهران ۴۵۹ درصد افزایش یافته‌است. درحالی‌که بر اساس نظر کمیسیون عمران مجلس شورای اسلامی، میزان عرضه مسکن به مراتب بیشتر از تقاضا بوده، با این حال قیمت مسکن در ایران در حدود ۵ برابر شده‌است که نشان از حضور پررنگ دلالان مسکن در دولت‌های نهم و دهم در مقوله مسکن از جمله مسکن مهر بوده‌است.

#### وضعیت مسکن
بنا به آمارها از حدود ۱۷ میلیون خانوار کشور حدود ۵ میلیون خانوار فاقد مسکن مناسب بودند. کمبود عرضه نسبت به تقاضا، رکود بخش صنعت و عدم سودآوری کافی سرمایه‌گذاری در آن، و افزایش نقدینگی از علل گرانی مسکن در این دوره بودند.

### دولت روحانی
بررسی بازه‌های زمانی در عملکرد دوره‌های متفاوت دولت‌ها پس از انقلاب نشان می‌دهد که عملکرد حسن روحانی در بازار مسکن بدترین دورهٔ تاریخی در ادوار متفاوت رؤسای جمهور، حداقل در مدت ۳۲ سال گذشته، بوده‌است. در مدت ۸ سال دولت روحانی سالیانه تورم ۳۲ درصدی در بازار مسکن محاسبه و تجربه شد. سقوط تولید مسکن در این دولت از عواملی بود که باعث جهش ۸ برابری قیمت مسکن در این دوره شد.

### دولت شهید رئیسی
شهید  آیت‌الله  ابراهیم رئیسی، رئیس‌جمهور اسبق ایران، وعده انتخاباتی ساخت سالانه یک میلیون مسکن را در شرایطی داد که بسیاری با درنظر گرفتن مشخصات کلی اقتصاد ایران، این وعده را تحقق‌ناپذیر می‌دانند.اما رئیسی با عزم و اراده جدی خود ۱۷ جلسه شورای عالی مسکن را در دولت سیزدهم برگزار کرد که برگزاری این تعداد شورای مسکن در دولتهای گذشته بی سابقه است. و فرایند ساخت واحدهای نهضت ملی مسکن از ۲ میلیون و ۶۰۰ هزار واحد فراتر رفته است که تاکنون بیش از ۵۵۰ هزار واحد نهضت ملی مسکن تکمیل و تحویل متقاضیان شده است.به گزارش خبرنگار اقتصادی خبرگزاری تسنیم، بررسی فعالیت 33 ماهه دولت در زمان حضور رئیس‌جمهور شهید نشان از اقدامات ارزنده‌ای در حوزه‌های اقتصادی ایران به‌خصوص در بخش مسکن دارد.بر اساس داده‌های وزارت راه و شهرسازی، اجرای طرح نهضت ملی مسکن و شروع عملیات اجرائی بالغ بر ۲.۵۵ میلیون واحد مسکونی، تامین زمین به مساحت بالغ بر ۵۵ هزار هکتار در مناطق شهری کشور، بسترسازی برای احداث ۲۷ شهر ساحلی در ۴ استان جنوبی کشور،  واگذاری انفرادی و گروهی زمین دولتی به متقاضیان واجد شرایط شهری و روستایی، نوسازی بافت های فرسوده، تکمیل واحدهای باقیمانده مسکن مهر، اخذ مالیات از خانه های خالی و همکاری در تدوین قانون "تنظیم و ساماندهی بازار زمین، مسکن و اجاره بها، تنها بخشی از اقدامات دولت  رییسی در مدت زمان کمتر سه سال گذشته بوده است.

### دولت پزشکیان
در دولت چهاردهم، تکالیف مسکنی دولت که از دولت قبل در قالب قانون جهش تولید مسکن آغاز شده بود، ادامه پیدا کرد؛ اما از همان ابتدا طبق آمارهای رسمی و اظهارنظر مسئولان وزارت راه و شهرسازی، آنچه در دولت سیزدهم درباره پیشرفت نهضت ملی مسکن اظهار می‌شد، محل شک و تردید و حتی تکذیب قرار گرفت.
بر اساس آخرین آمارهای وزارت راه و شهرسازی از وضعیت نهضت ملی مسکن منتشر کرده است، تا اردیبهشت 1404 فقط 35 هزار و 504 واحد از مجموع واحدهای احداث شده در نهضت ملی مسکن به اتمام رسیده است.